# Thomas Kilby
Thomas Erby Kilby, född 9 juli 1865 i Lebanon, Tennessee, död 22 oktober 1943 i Anniston, Alabama, var en amerikansk demokratisk politiker och affärsman. Han var den 36:e guvernören i Alabama 1919–1923.
Kilby gick i skola i Atlanta och inledde 1887 sin karriär i affärslivets tjänst i Anniston i Alabama. År 1889 gick han med i stålbranschen tillsammans med Horry Clark. Senare tjänstgjorde han som verkställande direktör både för Kilby Steel Company och Alabama Frog and Switch Company.
Kilby var borgmästare i Anniston 1905–1909 samt tjänstgjorde som viceguvernör i Alabama under guvernör Charles Henderson 1915–1919. I guvernörsvalet 1918 vann Kilby efter en anspråkslös kampanj där han förespråkade alkoholförbud. Han hade svårt att ta en klar ställning i en annan av tidens stora frågor, den om kvinnlig rösträtt. I ämbetet var reformeringen av delstatens budgetprocess en av Kilbys främsta målsättningar; till detta syfte skapade han en budgetkommission. Kilby, som kallades "business governor", stödde entusiastiskt satsningar på delstatens vägnät och Mobiles hamn.
Kilby deltog i demokraternas konvent inför presidentvalet i USA 1924. Han avled 1943 och gravsattes på Highland Cemetery i Anniston. Han var medlem i frimurarna, Shriners och Knights of Pythias.